# Eugene Nickerson
Eugene Hoffman Nickerson (2 de agosto de 1918 - 1 de enero de 2002) fue el jefe ejecutivo del condado de Nassau, Nueva York del Partido Demócrata desde 1962 hasta 1970. Nickerson fue el único demócrata en ser elegido jefe ejecutivo del condado de Nassau hasta 2001. Más tarde, como Juez de distrito de los Estados Unidos del Tribunal de Distrito de los Estados Unidos para el Distrito Este de Nueva York, presidió una impugnación de la política del Pentágono sobre la homosexualidad "Don't ask, don't tell" y el famoso caso de brutalidad policial Abner Louima en Nueva York.
Nickerson fue nominado por el presidente Jimmy Carter el 16 de agosto de 1977, para ocupar el puesto que dejó vacante Orrin Judd. Fue confirmado por el Senado de los Estados Unidos el 20 de octubre de 1977, y recibió el encargo el 21 de octubre de 1977. Asumió el estatus de senior el 1 de enero de 1994. El servicio de Nickerson finalizó el 1 de enero de 2002, por fallecimiento.

## Primeros años y educación
Nickerson era descendiente tanto de la familia Nickerson de Cape Cod, Massachusetts, como del presidente John Quincy Adams. Su madre, de nombre Ruth Constance Comstock (1891-1988), era de Orange, Nueva Jersey. Dio a luz a tres hijos: Schuyler, Eugene y Adams. Su padre, Hoffman Nickerson (1888-1965), fue un oficial del ejército, legislador estatal e historiador que escribió El punto de inflexión de la Revolución; o, Burgoyne en América, relativo a la campaña de Saratoga.
Nacido en Orange, Nueva Jersey, Nickerson creció en la ciudad de Nueva York y en Mill Neck en Long Island. En St. Mark's School en Southborough, Massachusetts, fue quarterback del equipo de fútbol y capitán del equipo de hockey. Pero poco antes de ingresar en el Harvard College en 1937, Nickerson se vio afectado por la poliomielitis, lo que aparentemente puso fin a lo que había empezado a ser una prometedora carrera deportiva. Durante dos años, se vio obligado a llevar el brazo derecho con un aparato ortopédico separado del cuerpo. Durante su estancia en Harvard, Nickerson demostró una perseverancia inusual al aprender a jugar al squash con la mano izquierda. Al final fue nombrado capitán del equipo de squash y su mejor jugador. El director deportivo de Harvard, William Bingham, escribió a otro graduado de Harvard, el presidente Franklin D. Roosevelt, sobre el valor de este joven jugador de squash. El presidente Roosevelt respondió a la carta de Bingham diciendo: "Lo que necesitamos son más Nickersons". Bingham envió una copia de la carta del presidente al padre de Eugene, Hoffman Nickerson. La carta estuvo guardada en una caja durante años hasta que la esposa de Eugene, Marie-Louise, la sacó para leerla a sus hijas. Se graduó en Harvard con un título de Bachiller universitario en letras. En 1943, se graduó en la Columbia Law School con una Licenciatura en Derecho, donde fue editor de la Columbia Law Review. Tras su graduación, fue secretario del juez Augustus Noble Hand del Tribunal de Apelación de los Estados Unidos para el Segundo Circuito, y luego del presidente del Tribunal Harlan Fiske Stone del Tribunal Supremo de los Estados Unidos desde octubre de 1944 hasta abril de 1946.

## Carrera profesional y servicio gubernamental
Trabajó en el bufete de abogados de Wall Street Milbank, Tweed, Hope, Hadley & McCloy, y luego en Hale, Stimson, Russell & Nickerson. Desde 1970 hasta su nombramiento como juez en octubre de 1977, Nickerson fue socio y litigante de la firma Nickerson, Kramer, Lowenstein, Nessen, Kamin & Soll, ahora conocida como Kramer Levin Naftalis & Frankel. Al entrar en política, se convirtió en el primer demócrata en ganar un escaño en el condado de Nassau County, Nueva York, desde 1912, cuando los republicanos regulares y el Partido Progresista (Bull Moose) se repartieron el voto republicano. En sus tres mandatos de tres años como ejecutivo del condado, Nickerson adoptó un enfoque más liberal que sus predecesores republicanos, trabajando a menudo para ampliar los servicios sociales para los necesitados en lo que entonces era uno de los condados de mayor crecimiento del país. Fue uno de los primeros defensores de la protección del medio ambiente, amplió el sistema de parques del condado de Nassau, contrató a licenciados universitarios para el cuerpo de policía y favoreció una normativa de zonificación progresista para abrir las oportunidades de vivienda a las minorías y los pobres.
Más tarde describió sus años en el cargo como una reorientación del "gobierno para ocuparse de los seres humanos y sus problemas". Presionado por Robert F. Kennedy, que reconoció el talento político de Nickerson, se presentó como candidato al Senado de los Estados Unidos en 1968, pero perdió en las primarias demócratas.
Nickerson fue visto ocasionalmente como un miembro inusual del Partido Demócrata. Refiriéndose al que fue el candidato presidencial demócrata en 1952 y 1956, Nickerson explicó en una ocasión: "Adlai Stevenson me convirtió en demócrata. Participé en su primera campaña y seguí participando. Él atrajo a otras personas que, como yo, tenían un gran interés en el gobierno, en los ideales y en los principios".

## Servicio judicial federal
Nickerson fue nominado por el presidente Jimmy Carter el 16 de agosto de 1977, para ocupar un puesto en el Tribunal de Distrito de los Estados Unidos para el Distrito Este de Nueva York que había dejado vacante el juez Orrin Grimmell Judd. Fue confirmado por el Senado de los Estados Unidos el 20 de octubre de 1977, y recibió su cargo el 21 de octubre de 1977. Asumió el estatus sénior el 1 de enero de 1994. Su servicio finalizó el 1 de enero de 2002, debido a su muerte.

## Nominación fallida al Segundo Circuito
El 26 de agosto de 1980, el presidente Jimmy Carter nominó a Nickerson para un puesto en el Tribunal de Apelaciones de los Estados Unidos para el Segundo Circuito para reemplazar al juez Murray Gurfein, que había fallecido en 1979. Sin embargo, dado que la nominación se produjo después de la Regla Thurmond no oficial que rige las nominaciones judiciales durante los años de elecciones presidenciales, el Senado nunca retomó la nominación de Nickerson. El presidente Ronald Reagan optó por nominar a Lawrence W. Pierce para el puesto en septiembre de 1981. Pierce fue confirmado por el Senado de los Estados Unidos en noviembre de 1981.

## Muerte
Nickerson falleció el 1 de enero de 2002 en la ciudad de Nueva York a los 83 años de edad, como consecuencia de complicaciones tras una operación de estómago.